# Liste der Monuments historiques in Saint-Pierremont (Ardennes)
Die Liste der Monuments historiques in Saint-Pierremont führt die Monuments historiques in der französischen Gemeinde Saint-Pierremont auf.

## Liste der Immobilien
| Bezeichnung                   | Beschreibung              | Standort                   | Kennzeichnung | Schutzstatus | Datum | Bild           |
| ----------------------------- | ------------------------- | -------------------------- | ------------- | ------------ | ----- | -------------- |
| Kirche St-Pierre              | aus dem 12. Jahrhundert   | Rue des Prêtres (Lage)     | PA00078507    | Inscrit      | 1926  | weitere Bilder |
| Geburtshaus von Jean Mabillon | im 17. Jahrhundert erbaut | 8 rue Jean Mabillon (Lage) | PA00078508    | Inscrit      | 1927  | weitere Bilder |

## Liste der Objekte
| Bezeichnung       | Beschreibung                                                                              | Standort                       | Kennzeichnung | Schutzstatus | Datum | Bild |
| ----------------- | ----------------------------------------------------------------------------------------- | ------------------------------ | ------------- | ------------ | ----- | ---- |
| Hauptaltar        | Altartisch, Tabernakel und Retabel; Marmor, Stein, bemalt, 18. Jahrhundert                | in der Kirche St-Pierre (Lage) | PM08000483    | Classé       | 1980  |      |
| Kredenz           | Eichenholz, Marmor, 18. Jahrhundert                                                       | in der Kirche St-Pierre (Lage) | PM08001064    | Inscrit      | 1977  |      |
| Zwei Seitenaltäre | jeweils Altartisch und Retabel; Eichenholz, farbig gefasst und vergoldet, 18. Jahrhundert | in der Kirche St-Pierre (Lage) | PM08001063    | Inscrit      | 1977  |      |